# Белградски университет
Белградският университет (на сръбски: Универзитет у Београду) е най-старото и най-голямо висше учебно заведение в Сърбия. Включва над 7000 преподаватели и служители с 89 827 студенти в около 150 основни специалности и 1700 следдимпломни специализанти. Възпитаниците на университета са 350 хил., от които 28 хил. специалисти, 23 хил. магистри и 13 хил. доктори на науките. Университетът има 31 факултета, 8 научноизследователски центъра, система от библиотеки и специализирани центрове.

## История
Белградският университет е наследник на Великата школа, която е основана през 1808 г. От 1905 Великата школа е университет.